# موش خرگوشی پاسفید
موش خرگوشی پاسفید (نام علمی: Conilurus albipes) گونه‌ای منقرض‌شده از جوندگان است که در اصل در جنگل‌های آدلاید تا سیدنی یافت شد، اما به جنوب شرقی استرالیا محدود شد. این جونده به اندازه بچه گربه بود و یکی از بزرگ‌ترین جوندگان بومی استرالیا بود. شب‌زی بود و در میان درختان زندگی می‌کرد. در اندام درختان توخالی اکالیپتوس لانه‌هایی پر از برگ و احتمالاً علف درست می‌کرد. مادر بچه‌اش را با پستانک‌هایش می‌برد. در نامه‌ای به جان گولد، فرماندار وقت استرالیای جنوبی، سر جورج گری، گفت که او نوزادی را از پستانک مادر مرده‌اش بیرون آورده است. بچه محکم به دستکش گولد چسبیده بود.